# فرودگاه بین‌المللی انتاریو
فرودگاه بین‌المللی انتاریو (به انگلیسی: Ontario International Airport) یک فرودگاه همگانی بهره‌برداری هوایی (۲۰۰۶) با کد یاتا ONT است که یک باند فرود بتن دارد و طول باند آن ۳۷۱۸ متر است. این فرودگاه در شهر انتاریو، کالیفرنیا کشور ایالات متحده آمریکا قرار دارد و در ارتفاع ۲۸۸ متری از سطح دریا واقع شده است.

## شرکت‌های هواپیمایی و مقصدهای پروازی

### مسافری
| شرکت‌های هواپیمایی                    | مقصدهای پروازی |
| ------------------------------------ | --- |
| آئرومکزیکو                           | دن میگوئل هیدالگو وای کوستیا |
| آلاسکا ایرلاینز                      | سیاتل-تاکوما |
| آلاسکا ایرلاینز اجرا توسط هوریزن ایر | سیاتل-تاکوما |
| آلاسکا ایرلاینز اجرا توسط اسکای‌وست   | پورتلند |
| امریکن ایرلاینز                      | دالاس-فورت ورث، فینکس اسکای هاربر فصلی: اوهر شیکاگو                                                                                     |
| امریکن ایگل                          | فینکس اسکای هاربر |
| دلتا ایرلاینز                        | سالت‌لیک‌سیتی |
| دلتا کانکشن                          | سالت‌لیک‌سیتی |
| Dynamic Airways                      | چارتر فصلی: نانچانگ چانگبیa (پایان در ۳۰ اوت ۲۰۱۷)                                                                                      |
| فرانتیر ایرلاینز                     | آستین (آغاز از ۱۲ اکتبر ۲۰۱۷), دنور (آغاز از ۱۲ اکتبر ۲۰۱۷), سن آنتونیو (آغاز از ۱۳ اکتبر ۲۰۱۷), دالس واشینگتنb (آغاز از ۱۳ اکتبر ۲۰۱۷) |
| ساوت‌وست ایرلاینز                     | میدوی شیکاگو، دالاس لاو، دنور، مک‌کاران، اوکلند، فینکس اسکای هاربر، پورتلند، سکرامنتو، سان خوزه                                          |
| یونایتد ایرلاینز                     | دنور |
| یونایتد اکسپرس                       | سانفرانسیسکو |
| Volaris                              | دن میگوئل هیدالگو وای کوستیا، دل بایو                                                                                                   |

Notes:

### باری
| شرکت‌های هواپیمایی                                  | مقصدهای پروازی |
| -------------------------------------------------- | --- |
| Amazon Prime Air اجرا توسط ای‌بی‌ایکس ایر            | سینسیناتی/کنتاکی شمالی |
| Amazon Prime Air اجرا توسط ایر ترنسپورت اینترنشنال | سینسیناتی/کنتاکی شمالی، فینکس اسکای هاربر، استاکتون متروپولیتن |
| Amazon Prime Air اجرا توسط اطلس ایر                | لی والی، شارلوت داگلاس، سینسیناتی/کنتاکی شمالی، پایگاه نیروی هوایی لاکلند |
| Ameriflight                                        | صحرایی میدوس، بلایت، باب هوپ، فرسنو یوسیمیتی، شهرستان ایمپریال، صحرایی ژنرال ویلیم فاکس، اوکسنارد، پام اسپرینگز، سن دیه‌گو، منطقه‌ای سن لویس شهرستان ابیسپو، تیخوانا، شهری ویزالیا |
| فدکس اکسپرس                                        | فوت ورث الاینس، ایندیاناپلیس، لس‌آنجلس، ممفیس، لیبرتی نیوآرک، اوکلند، رنو تاهوئه، سالت‌لیک‌سیتی، سن دیه‌گو، سیاتل-تاکوما |
| فدکس اکسپرس اجرا توسط Empire Airlines              | شهرستان سانتا باربارا |
| فدکس اکسپرس اجرا توسط West Air                     | صحرایی میدوس، منطقه‌ای ایسترن سیرا، شهرستان ایمپریال، اینیوکرن، سن دیه‌گو، منطقه‌ای سن لویس شهرستان ابیسپو، عمومی سانتا ماریا |
| کالیتا ایر                                         | فصلی: فیلادلفیا |
| یوپی‌اس ایرلاینز                                    | آلبوکرکی، تد استیونز انکوریج، بیلینگز لوگان، بویزی، شیکاگو راکفرد، شهرستان کلمبیا، دالاس-فورت ورث، دنور، دی موین، آیووا، فرسنو یوسیمیتی، هنگ کنگ، بین الملی هونولولو، کونا، مک‌کاران، لانگ بیچ، لس‌آنجلس، لوئیویل، اوکلند، جان وین، فیلادلفیا، فینکس اسکای هاربر، پورتلند، رنو تاهوئه، ساکرامنتو، سالت‌لیک‌سیتی، سن دیه‌گو، سان خوزه، صحرایی بویینگ، ناریتا، تالسا، اکلاهما فصلی: بردلی، مینیاپولیس−سنت پل |